# جائزة الأمير فيصل بن بندر بن عبدالعزيز للتميز والإبداع
جائزة الأمير فيصل بن بندر بن عبدالعزيز للتميز والإبداع جائزة سعودية سنوية انطلقت عام 2022م. وتهدف الجائزة إلى نشر ثقافة التميز والابتكار والإبداع، وتمنح في فرعين رئيسيين هما: فرع التميز الطلابي، وفرع التميز الوظيفي.

## تاريخ الجائزة
- بلغ عدد المتقدمين للدورة الثانية للجائزة عام 2023م 412 متقدماً ومتقدمة بفئاتها المختلفة، حيث تقدّم لفئة التميز الطلابي - طالب الثانوي 115 طالباً وطالبةً، فيما تقدّم للجائزة 97 طالباً وطالبة من فرع الطالب الجامعي، وتقدّم 146 معلماً ومعلمة من التعليم العام عن فئة التميز الوظيفي، وعلى مستوى أساتذة الجامعات تقدّم للجائزة 54 أستاذاً وأستاذة.[5][6][7]

## فروع الجائزة
- أولاً: فرع التميز الطلابي في فئات:

1. طالب المرحلة الثانوية المتميز.
2. الطالب الموهوب.
3. الطالب الجامعي المتميز.

- ثانياً: فرع التميز الوظيفي في فئات:

1. المعلم المتميز.
2. الأستاذ الجامعي المتميز.
3. الموظف الإداري المتميز.
4. الموظف العسكري المتميز.[8]

## أهداف الجائزة
- نشر ثقافة التميز والابتكار والإبداع.
- زيادة منافسة منطقة الرياض إقليمياً ودولياً.
- تحويل برنامج التحفيز إلى عمل تنموي مستدام.
- تهيئة البيئة الممكنة للأفراد والمؤسسات.
- بناء مجتمع المعرفة وتنمية القدرات البشرية.
- إبراز دور المبدعين والمتميزين والاحتفاء بمنجزاتهم.[2]